# خلیج تارانتو

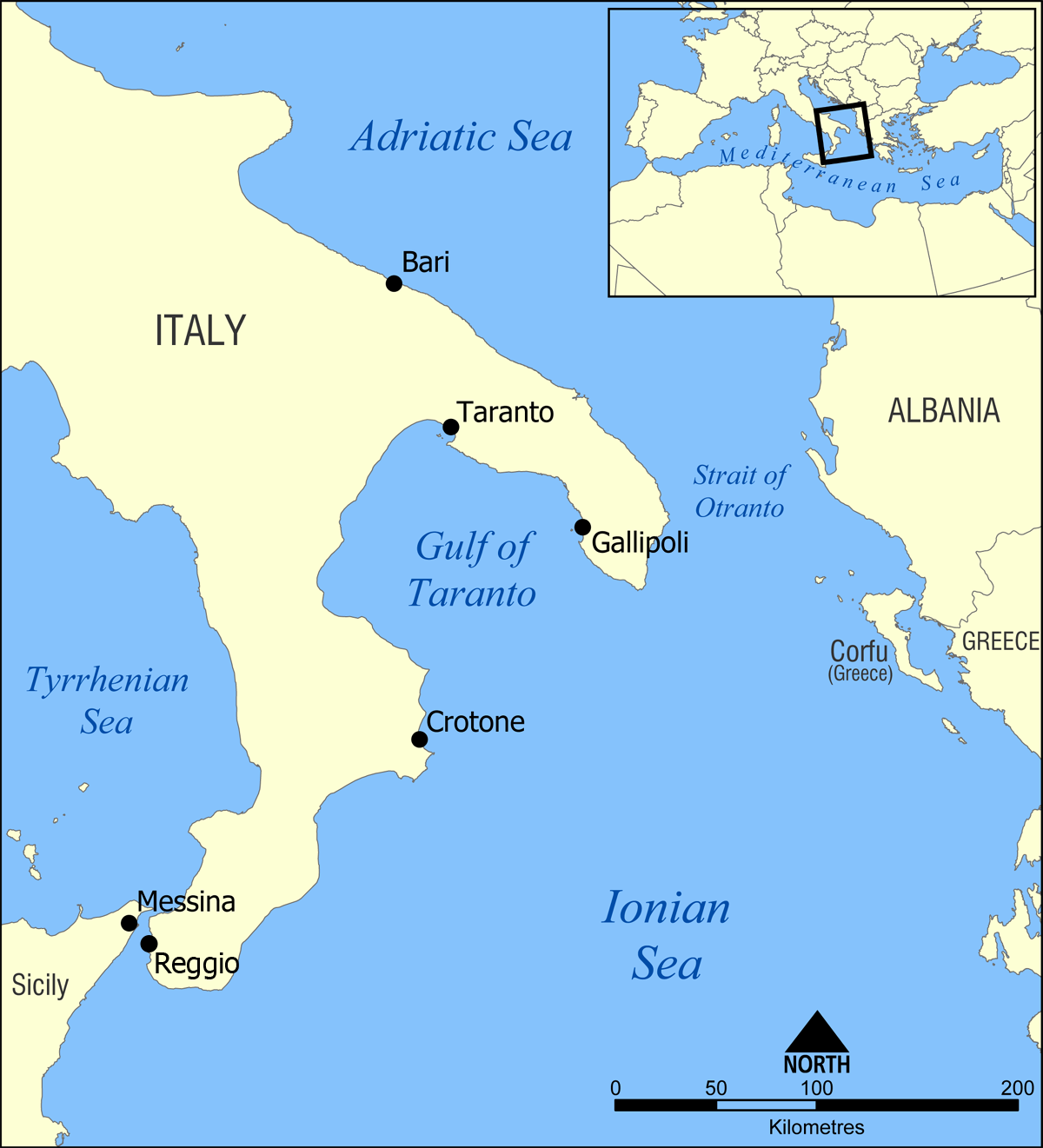
نقشه خلیج تارانتو

خلیج تارانتو (انگلیسی: Gulf of Taranto) خلیجی در دریای یونان در جنوب ایتالیا است. 
خلیج تارانتو تقریباً دایره‌ای شکل است و طول و عرض آن حدود ۱۴۰ کیلومتر است. این خلیج توسط سه منطقه از ایتالیا احاطه شده است: پولیا، باسیلیکاتا و کالابریا.
مهم‌ترین شهرهای جزیره تارانتو عبارتند از تارانتو و گالیپولی.
کشور ایتالیا مدعی است که این خلیج در محدوده آب‌های سرزمینی این کشور قرار دارد و آن را بر روی ترابری بین‌المللی بسته است. این موضع‌گیری همانند ادعای لیبی بر خلیج سیدرا توسط برخی کشورها مانند ایالات متحده آمریکا و بریتانیا به رسمیت شناخته نشده است.